# Кітее

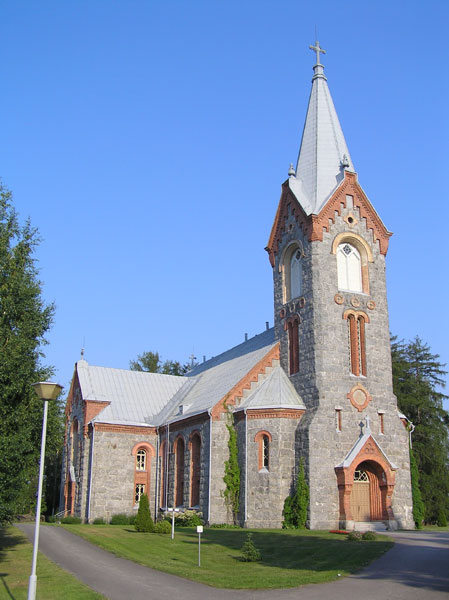
Церква в Кітее

Кі́тее (фін. Kitee), (швед. Kides) — місто в Фінляндії. Розташоване у Східній Фінляндії і є частиною Північного Карельського регіону. Муніципалітет має населення 9,451 осіб (дані станом на 2009 рік) і покриває площу 1 141.32 км², з яких 275.61 км² (майже 25%) — водні простори. Щільність населення - 10.92 осіб/км ².
Муніципалітет є повністю фінськомовним. В шведськомовних документах муніципалітет відомий як Кідес (швед. Kides).
Колишня вокалістка групи Nightwish Тар'я Турунен та клавішник Nightwish Туомас Голопайнен родом з Кітее.

## Географічне положення та населення
Муніципалітет Кітее розташований у губернії Східна Фінляндія,у провінції Північна Карелія.
Місто Кітее знаходиться за 396 км по автотрасі, та за 451 км залізницею, на північний схід від столиці Фінляндії Гельсінкі і за 68 км на південь від міста Йоенсуу — центру провінції. 
У муніципальне утворення Кітее входять 38 сіл. Останньою у 2013 році до муніципалітету було приєднано комуну Кесялагті (фін. Kesälahti). На території муніципалітету, за даними Центру населення Фінляндії 2015 року, проживає 11 177 осіб. Щільність населення – 8,8 мешканців на км².

## Органи муніципального самоврядування
Вищим законодавчим органом влади муніципалітету є муніципальна рада, яка збирається 8-9 разів на рік, зазвичай у понеділок о 17.00. З протоколами засідань ради можна ознайомитись на спеціальному сайті в Інтернеті. Рада складається з 35 депутатів, які обираються загальним голосуванням за партійними списками терміном на 4 роки. Головою муніципальної ради на термін 2013-2016 років. була обрана представниця партії Фінляндський центр  — Сініка Мусікка.
Виконавча влада на рівні муніципалітету представлена муніципальним урядом, що складається з 9 осіб.
Після закінчення 25-річної війни (1570-1595), частиною якої була російсько-шведська війна 1590-1595 рр.., Кітее залишився на території Московії, але в 1610 р. почалася нова московсько-шведська війна і, згідно з Столбовським мирним договором 1617, територія нинішньої громади Кітее перейшла під протекторат Шведської корони. Офіційним роком заснування громади Кітее вважається 1631 рік. Цього року було утворено першу лютеранську громаду Кітее та прийнято рішення про будівництво лютеранської церкви в селі Суоролахті.
У 1809 році, після закінчення чергової російсько-шведської війни (1808-1809) та підписання Фредріксгамнського мирного договору, Фінляндія та в її складі Кітее були знову приєднані до Росії на правах автономного Великого князівства Фінського (1809-1917).
Після закінчення Зимової (1939-1940) та Другої світової воєн (1939-1945) (у фінській історіографії  — зимова та "війна-продовження"  майже половина території тодішньої громади Кітее (близько 121,17 км²) відійшла Радянському Союзу, на той час на анексованій території проживало 1 032 особи, і більша частина з них була евакуйована на нові місця проживання до Фінляндії.
Офіційний статус міста та центру муніципалітету село Кітее отримало 1992 року.

## Економіка та інфраструктура
Найбільшим роботодавцем муніципалітету Кітее є розташована в містечку Пухос лісопильна фабрика (офіційна назва: Stora Enso Wood Products Oy Ltd. Kiteen Saha), що належить шведсько-фінському концерну «Стора Енсо». На фабриці налагоджено виробництво альтернативного джерела теплової енергії  — паливних гранул.
Найстарішим підприємством міста Кітее є фабрика з виробництва меблів Kiteen Huonekalutehdas Oy. Вона була заснована в 1920 році в місті Сортавала, який до 1940 року належав Фінляндії. Після Зимової війни (1939-1940), згідно з Московським договором (1940), Сортавала була передана СРСР і увійшла до складу новоствореної Карело-Фінської РСР. Виробництво довелося евакуювати до Фінляндії. Фабрика відкрилася знову в Кітее в 1945 році. В даний час вона спеціалізується на випуску екологічно чистих та високоякісних меблів для спалень, виготовлених виключно з берези.
Найбільшим підприємством із заготівлі та первинної обробки молока у всій провінції Північна Карелія є фірма Kiteen Meijeri Oy, яка є дочірнім підприємством відомого шведського молочного концерну Arla Ingman Oy Ab.
Текстильна промисловість Китее представлена невеликою швейною фабрикою Kiteen Tekstiilitehdas OY, яка виробляє вироби відомої фінської дизайнерської фірми «Марімекко» (фін. Marimekko Oyj).
Туомас Голопайнен та Емппу Вуорінен, засновники гурту Nightwish та знамениті уродженці Китее.
Найбільшим корпоративним платником податків у місті є звукозаписна та продюсерська компанія Scene Nation Oy, яка належить відомому фінському сімфонік-метал-гурту Nightwish (заснована в Кітєе в 1996 році). Комерційний оборот підприємства у 2012 року становив 1,6 млн євро, з якого було виплачено податки у сумі 400 тисяч евро.
Місто Китее сполучено зі столичним регіоном Фінляндії національною автомобільною трасою № 6. Є пряме пасажирське залізничне сполучення зі столицею країни та м. Йоенсуу. Регулярні автобусні маршрути сполучають Кітєе з основними населеними пунктами комуни та великими містами сусідніх регіонів. У центрі міста знаходиться автостанція, а залізнична станція, друга країни за обсягами транспортування лісу, розташована за 8 км від центру Китее.
Порт села Пухос має вихід у систему озер Саймаа, а через Сайменський канал (1856)  — у Балтійське море. Власником порту є компанія Puhos Satama Oy. Це дочірнє підприємство фірми Joensuun Laivaus Oy, якій належить і порт у місті Йоенсуу. У порту Пухос розташовані два вантажні термінали транспортної обробки лісу та пиломатеріалів, площа яких становить: термінал 1  — 2 700 м², термінал 2  — 3100 м².
За 9 км від міста Китее розташований невеликий (довжина асфальтованої злітно-посадкової смуги — 1 500 м.) аеропорт (код ІКАО — KTQ/EFIT), який нині використовується у спортивних цілях та для польотів приватної легкої (малої) авіації. На базі аеропорту працює спортивне товариство Itä-Suomen Urheiluilmailukeskus ry (Центр спортивної авіації Східної Фінляндії), що займається організацією навчання та польотів на суперлегких моторних літаках, планерах та дельтапланах.

## Визначні пам'ятки

### Лютеранська церква в Кітее
Лютеранська церква в місті Кітее, зазвичай звана «кам'яною церквою» була побудована з граніту в 1886 р. за проектом фінського архітектора Франса Шестрема (1840-1885), який працював також у місті Виборзі. Церква була освячена в 1887 році, але через пожежу, що сталася у внутрішніх приміщеннях цього ж року, богослужіння в ній продовжилися лише через три роки після закінчення ремонту, в 1890 році. Одночасно у богослужінні можуть брати участь до півтори тисячі парафіян. У церкві є 28-реєстровий орган. Лютеранська церква Кітее і будинок священика, що знаходиться поруч, входять до національного списку визначних архітектурних пам'яток культурної спадщини, затверджений музейним агентством Фінляндії.

### Краєзнавчий музей громади Кітее
Краєзнавчий музей знаходиться у центрі міста у будівлі колишнього зерносховища. Колекція музею містить понад 2500 експонатів, зокрема унікальних. Експозиція складається з кількох виставок. Значна частина експонатів розповідає про історію самогоноваріння у Фінляндії, і це випадково, оскільки Китее вважається батьківщиною фінського самогону. Самогон під маркою «Kiteen kirkas» (від фін. kirkas — ясний, чистий, світлий), що виробляється на заводі «Suomen pontikkakeskus» («Фінський центр самогону»), який також знаходиться в Кітее, відомий у всій Фінляндії. Згідно з антиалкогольним законодавством у Фінляндії, його можна купити лише у спеціалізованих державних магазинах «Алко», які мають ліцензію на торгівлю алкоголем. У музеї на постійній основі діють також виставки, що розповідають про прикордонну справу Фінляндії, військову історію та історію фінської ноги — різновиду бейсболу, що набуло широкого поширення у Фінляндії з початку XX століття. У Кітее є і своя команда Kiteen Pallo та свій спеціалізований стадіон для гри у фінську лапту, на якому часто проходять і міжнародні змагання з цього виду спорту.

### Зоопарк та аквапарк
Всього за кілька кілометрів від міста на національній трасі № 6 у напрямку Лаппеенранта знаходиться туристичний комплекс Паярінхові (фін. Pajarinhovi). На його території розташовані готель, котеджі, ресторан, крамниця сувенірів, критий аквапарк зі SPA-зоною та водними гірками, а також четвертий за величиною зоопарк Фінляндії, в якому містяться близько двохсот особин п'ятдесяти видів тварин, що переважно мешкають на території Фінляндії.